# Pardosa yaginumai
Pardosa yaginumai là một loài nhện trong họ Lycosidae.
Loài này thuộc chi Pardosa. Pardosa yaginumai được Hozumi Tanaka miêu tả năm 1977.